# Estrella extrema d'heli
Un estel extrem d'heli o estrella extrema d'heli ('EHE), és un tipus peculiar d'estel supergegant de baixa massa que mostra una inusual pobresa d'hidrogen, l'element més abundant a l'univers.
Aquests estels formen un subgrup d'estels privats d'hidrogen, un grup molt ampli que inclou  estrelles Wolf-Rayet de Població I, estrelles de tipus PM CVN, estrelles de tipus  R Coronae Borealis, estrelles riques en heli de Tipus espectrals O i B, nanes blanques d'espectre WC, i objectes transicionals com PG 1159.
La primera estrella d'aquest tipus, HD 124448, va ser descoberta en 1942. Aquest astre no mostra hidrogen en el seu espectre, però sí forts línies d'heli, així com la presència de carboni i oxigen. La segona estrella d'aquest tipus, PV Telescopii, va ser descoberta el 1952, i el 2001 ja es coneixien 21. Un tret que tenen totes en comú és que la relació d'abundància entre el carbó i l'heli és sempre d'entre el 0, 3% i l'1%, encara que les abundàncies d'altres elements siguin diferents.
Les seves temperatures superficials estan entre els 9.000 i 35.000 kèlvins, i tant la seva abundància en heli i carboni com la seva pobresa en hidrogen mostren que han fusionat hidrogen i heli en algun moment de la seva evolució passada
Atès que és impossible que un estel d'aquestes característiques es formi a partir de núvols moleculars, hi ha dues teories que n'expliquen l'origen:
- El model degenerat doble (DD), segons el qual les estrelles EHe són el producte d'una fusió entre una nana blanca rica en heli i una altra rica en carboni i oxigen i més massiva que és orbitada per la primera. L'òrbita d'ambdues es va tancant a causa de l'emissió d'ones gravitatòries, fins que la nana blanca d'heli es fusiona amb la de carboni i oxigen. Si no se supera el límit de Chandrasekhar, l'heli començarà a fusionar formant un estel supergegant, que es transformarà en una EHe i d'aquí es refredarà per convertir-se de nou en nana blanca.[3]
- El model de flaix final (FF). Aquí, un estel que ha abandonat la Branca asimptòtica de les gegants i que està evolucionant per convertir-se en nana blanca sofreix un últim flaix de l'heli en capa, que fa que les capes exteriors s'expandeixin de manera ràpida. Si l'hidrogen que quedava en elles és consumit, es tindrà una estrella deficient en hidrogen que es contraurà per formar una EHE.[3]

El primer model és el més acceptat, ja que és el que s'adiu millor amb les abundàncies trobades en estrelles d'aquest tipus.